# Fugaku-fūketsu
Die Fugaku-fūketsu (japanisch 富岳風穴, dt. „Fuji-Windhöhle“) ist eine große, natürliche Vulkanhöhle in der Präfektur Yamanashi in Japan. Sie befindet sich an der Nordflanke des Fuji (auch Fugaku genannt) und entstand durch das Versiegen unterirdischer Lavaströme (siehe auch Lavaröhre). Ihr Eingang liegt etwas versteckt im Aokigahara-Wald. Die Höhle selbst ist etwa 201 m lang und etwa 8,7 m hoch. Über das ganze Jahr hindurch können an bestimmten Stellen im vorangegangenen Winter entstandene Eisformationen betrachtet werden, außerdem seilartige Bodenstrukturen aus erkalteter Pāhoehoe-Lava. Eine besondere Eigenart der Höhle ist, dass es kein Echo gibt, weil die Basaltwände den Schall weitgehend verschlucken.
Seit 1929 ist die Windhöhle ein Naturdenkmal und beliebtes Reise- und Ausflugsziel, in der lokalen Tourismusbranche spielt sie eine wichtige Rolle. Sie wird seit Jahrhunderten als natürlicher Kühlraum für Seidenspinner-Kokons und -eier sowie Eicheln genutzt, weil die Temperaturen in den Kammern das ganze Jahr über um den Gefrierpunkt (Maximaltemperatur: +3 °C) liegen. Auch aus diesem Grund suchen Touristen vor allem während der Sommerhitze Zuflucht in der Höhle. In der Nähe der Windhöhle befinden sich die Narusawa-Eishöhle sowie die Saiko-Fledermaushöhle.